# Huncoat
Huncoat är en ort i distriktet Hyndburn, i grevskapet Lancashire, i England. Orten hade 1 257 invånare år 2021. Huncoat var en civil parish 1866–1929 när blev den en del av Accrington. Civil parish hade 1 380 invånare år 1921. Byn nämndes i Domedagsboken (Domesday Book) år 1086, och kallades då Hunnicot.